# Drazen Kekez
Drazen Kekez (* 16. Mai 1995) ist ein kroatischer Fußballspieler.

## Karriere
Kekez begann seine Karriere in Österreich beim SK Rum. Zwischen 2006 und 2008 spielte er für den FC Wacker Innsbruck. 2009 ging er in die AKA Tirol und spielte parallel dazu beim SK Rum, mit dem er 2011/12 als Meister der achtklassigen Bezirksliga West und 2012/13 als Meister der siebenklassigen Gebietsliga West den Durchmarsch in die sechstklassigen Landesliga West schaffte.
Im Sommer 2014 wechselte er zum Landesligisten SV Hall. 2015 wurde er vom Regionalligisten WSG Wattens verpflichtet. Mit den Wattenern konnte er 2015/16 Meister der Regionalliga West werden und somit in den Profifußball aufsteigen.
Sein Debüt in der zweiten Liga gab Kekez am ersten Spieltag der Saison 2016/17 gegen den FC Blau-Weiß Linz.
Nach der Saison 2017/18 verließ er Wattens. Nach einer Saison ohne Verein wechselte er zur Saison 2019/20 zum drittklassigen SV Wörgl, bei dem er heute (Stand: März 2025) noch immer aktiv ist.